# Campelo (Figueiró dos Vinhos)
Campelo ist eine Gemeinde (Freguesia) im portugiesischen Kreis Figueiró dos Vinhos. In ihr leben 191 Einwohner (Stand 19. April 2021).

## Geschichte
Im Verlauf der Reconquista ließen sich hier christliche Siedler nieder. Unter der Regentschaft von König Sancho I. gehörte das Gebiet unter dem Namen Casal da Ponte zum Kreis von Miranda do Corvo. Erst nach der Liberalen Revolution in Portugal und dem folgenden Miguelistenkrieg wurde die Gemeinde nach 1834 dem Kreis von Figueiró dos Vinhos zugeordnet. Sie war inzwischen in Campelo umbenannt worden, nach dem hier tätigen Geistlichen Frei Gaspar de Campelo.